# Kreuzstetten
Kreuzstetten är en kommun i Österrike. Den ligger i distriktet Mistelbach i förbundslandet Niederösterreich. Huvudorten 	Niederkreuzstetten ligger 30 km norr om huvudstaden Wien. 
Kommunen består av tre orter (Ortschaften) (inom parentes invånarantal 1 januari 2024):
- Niederkreuzstetten (965)
- Oberkreuzstetten (462)
- Streifing (256)